# Spirit of Australia
Spirit of Australia è un motoscafo in legno costruito a Sydney in un cortile, da Ken Warby, che ha stabilito il record di velocità acquatico l'8 ottobre 1978.

## Il record e la barca

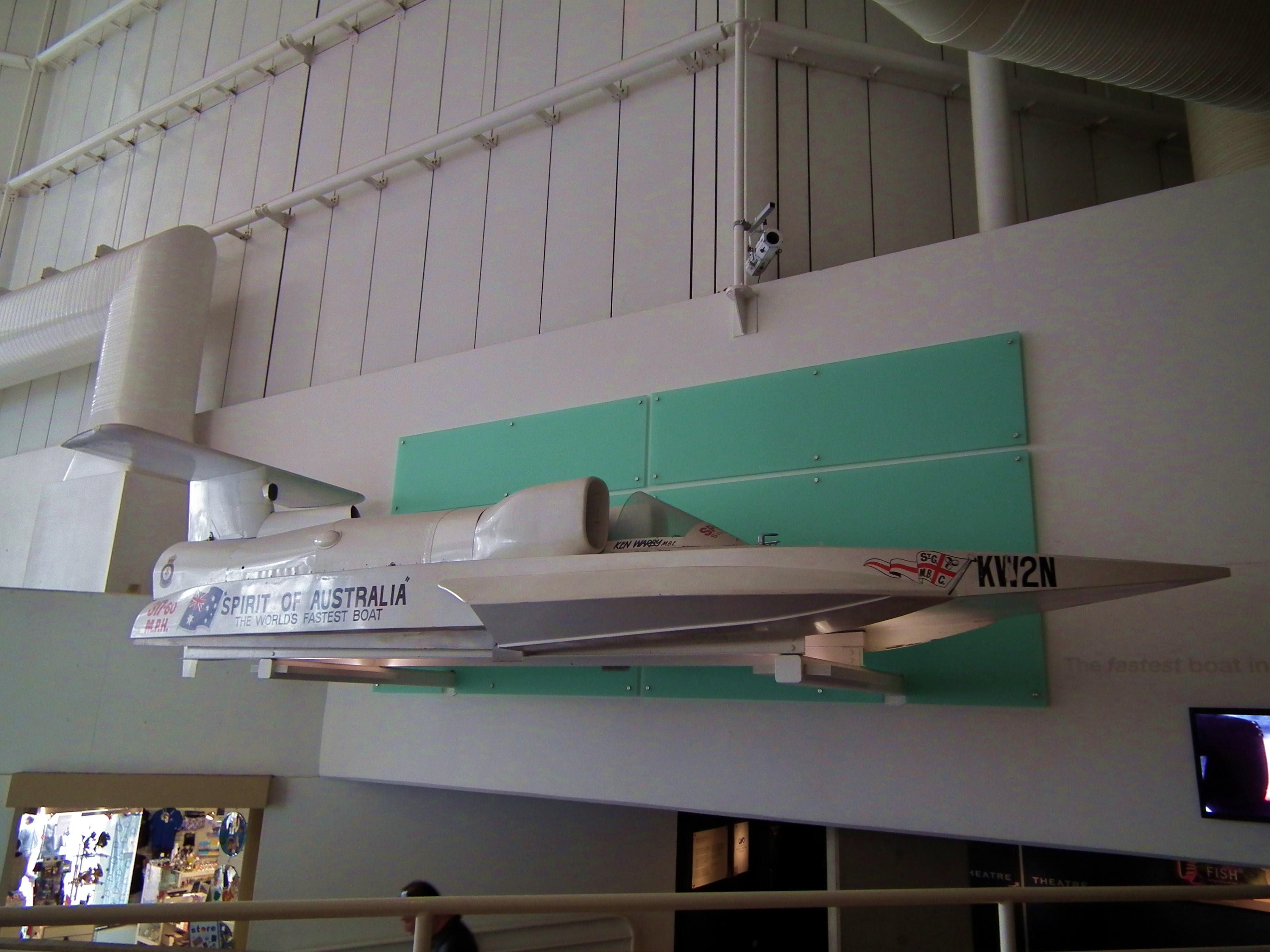
Spirit of Australia

L'8 ottobre 1978, Ken Warby guidò lo Spirit of Australia sul fiume Tumut vicino alla Blowering Dam in Australia a una velocità media tra i due passaggi di 317,596 mph (511,11 km/h), con velocità di punta massima di 557 km/h. La barca era alimentata da un motore a reazione Westinghouse J34. Il motore è stato sviluppato dalla Westinghouse Electric Company alla fine degli anni '40 ed è stato utilizzato per jet da combattimento e altri velivoli. Lo Spirit of Australia è esposto in permanenza nell'Australian National Maritime Museum a Darling Harbour, Sydney, Nuovo Galles del Sud . 
Costruita in un cortile di Sydney negli anni '70, nel 1974 lo Spirit of Australia era pronto per iniziare le sue prime prove. Warby è entrato nella cabina di pilotaggio ed ha dimostrato di avere un grande talento, stabilendo il record australiano di 267 km/h, ma molto lontano dal record mondiale di 458,98 km/h.
Warby continuò a provare la sua barca, migliorando gradualmente il record australiano. Il 20 novembre 1977 riuscì per la prima volta a battere il record del mondo, con una velocità di 464,44 km/h, ma non riuscì nel rompere la barriera dei 500 km/h che era il suo obiettivo finale.
Fu solo un anno dopo, l'8 ottobre 1978, che Ken migliorò il suo record mondiale con una velocità di 511,11 km/h sulla Blowering Dam vicino a Tumut, nel Nuovo Galles del Sud, stabilendo un nuovo record mondiale di velocità sull'acqua.
Dal 1978 ci sono stati numerosi tentativi di batterlo ma senza successo.

## Successori
A partire dai primi anni '90, Warby costruì una seconda barca a reazione, Aussie Spirit equipaggiata con un nuovo motore Westinghouse J34, ma non fece mai un tentativo da record. Warby e suo figlio Dave hanno in seguito lavorato su una nuova barca Spirit of Australia II, alimentata da un motore a reazione Bristol Siddeley Orpheus prelevato da un aereo da caccia Fiat Gina G.91 italiano.